# Kapelle Herb
Koordinaten: 51° 1′ 47″ N, 6° 8′ 38″ O
Die Kapelle Herb hat ihren Standort im Ortsteil Dremmen in der Stadt Heinsberg in Nordrhein-Westfalen. Sie steht als Baudenkmal unter Denkmalschutz.

## Lage
Die Kapelle steht im Ortsteil Herb in einem unbebauten Bereich der Ortschaft an der nach Uetterath führenden Straße und ist mit einer Feldkapelle vergleichbar.

## Geschichte
Über die Geschichte ist nur sehr wenig bekannt. In der Nähe der Kapelle stand einst das Haus Herb, ein von einem Weiher umgebener Herrensitz, der 1646 aus einem Oberhaus und einem Unterhof bestand. Die Gebäude wurden in den Jahren 1881/82 abgebrochen. Da die Kapelle Herb – auch Herber Kapelle genannt – um 1900 errichtet wurde, hat die räumliche Nähe zum Haus Herb keinen Zusammenhang mit der Erbauung der Kapelle.

## Architektur
Bei dem Gebäude handelt es sich um einen zweiachsigen Backsteinbau mit einer rundbogig geschlossenen Apsis. Das Mauerwerk ist außen gegliedert und durch Lisenen und ein umlaufendes Bogenfries verziert. Im Dreiecksgiebel befindet sich der bogenförmige Eingang. Ein Dachreiter, in dem eine kleine Glocke hängt, bekrönt den Giebel. Neben der Türe steht ein Missionskreuz aus 1861, das im Jahre 1912 hier erbaut wurde. Im Inneren der Kapelle sind ein Kreuzgewölbe und ein Triumphbogen zu sehen.

## Ausstattung
- Auf dem Dreiecksgiebel befindet sich in einem Dachreiter eine Glocke.
- In der Kapelle sind die Eingangstüre und die Fenster mit einer Buntverglasung ausgestattet.
- Im Inneren stehen ein Altar und mehrere Heiligenfiguren.

## Sonstiges
- Die Kapelle befindet sich im Besitz des Bistums Aachen, wird jedoch unterhalten und betreut durch den Kapellenverein Herb. Dieser finanziert sich ausschließlich durch Spenden und Mitgliedsbeiträge.
- 2013, nach dem Anschluss ans öffentliche Trinkwassernetz, konnte die Außenanlage mit einer Buchenhecke neu gestaltet werden.
- 2014 wurde die Kapelle mit einem Stromanschluss versehen. Im Anschluss bekam die Kapelle 2015 eine Außen- und Innenbeleuchtung.

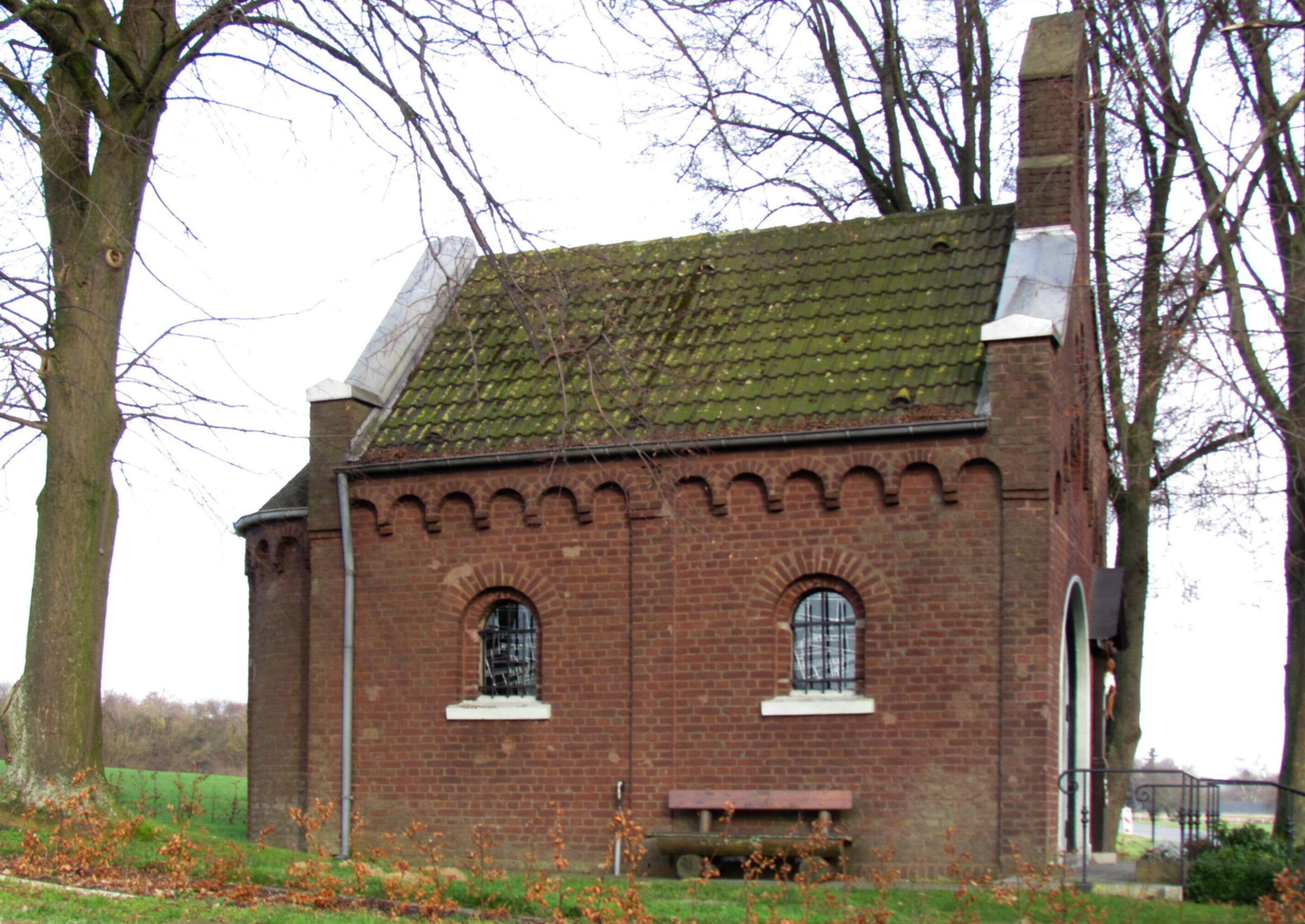
Seitenansicht
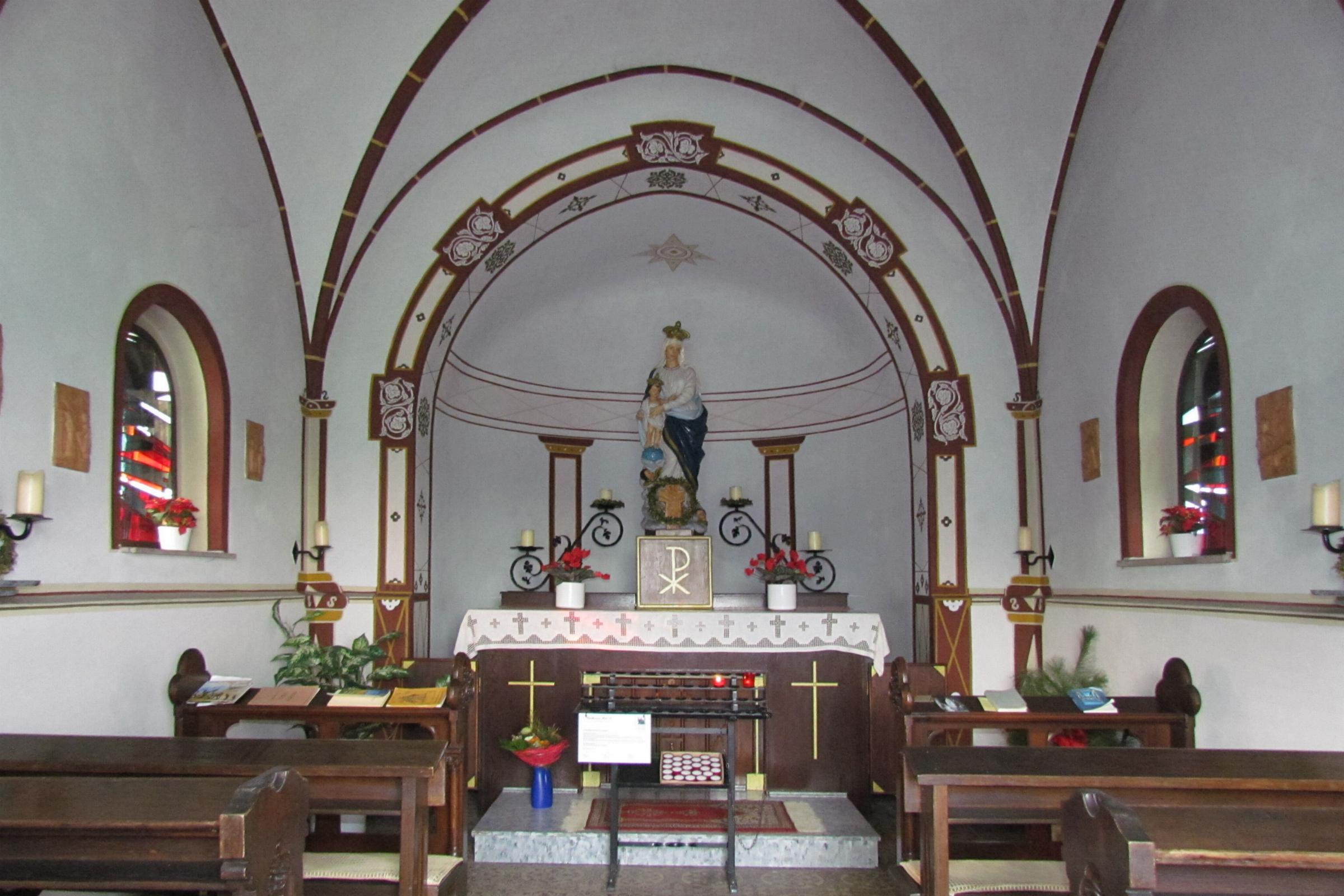
Innenansicht
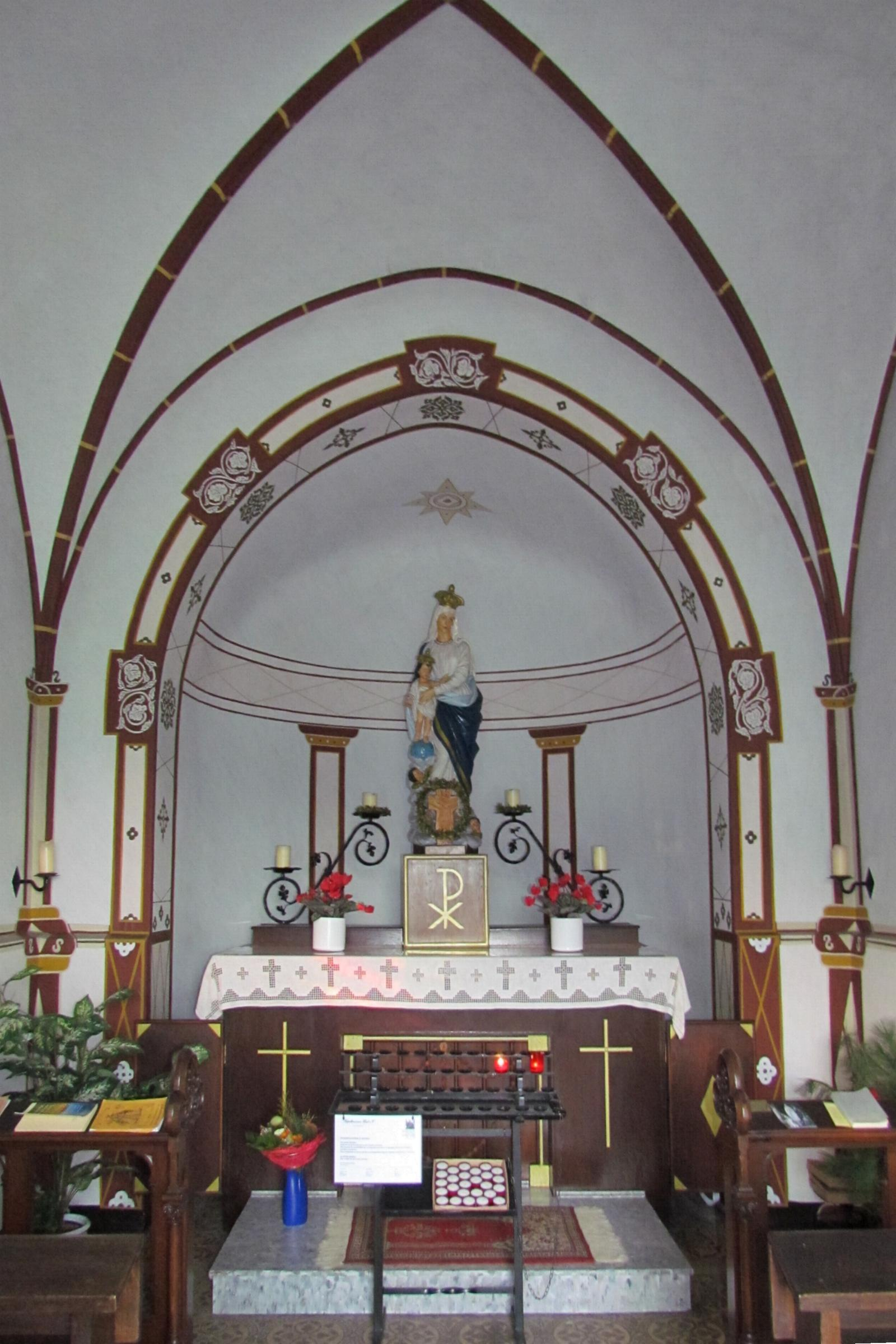
Altarraum
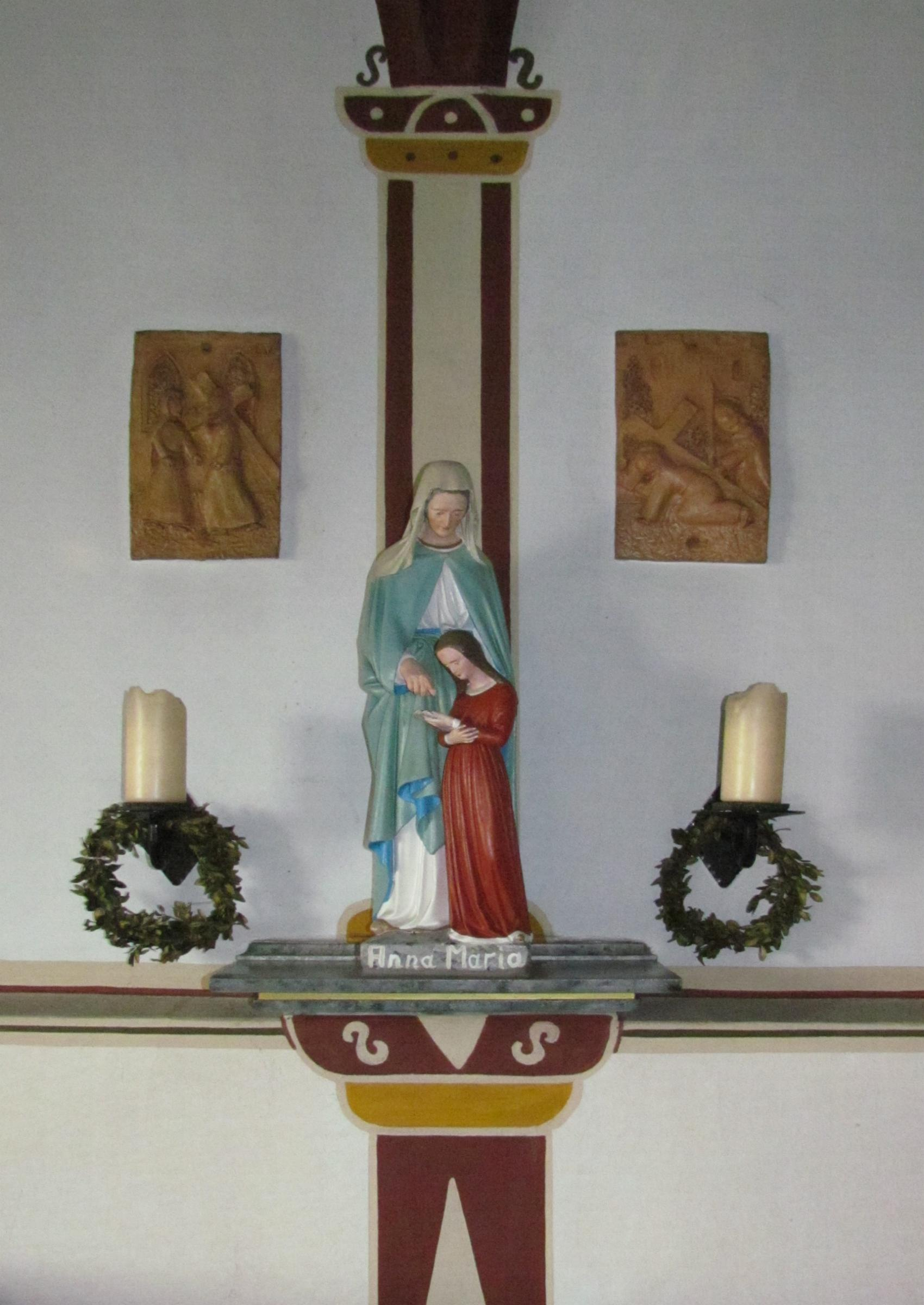
Heiligenfigur
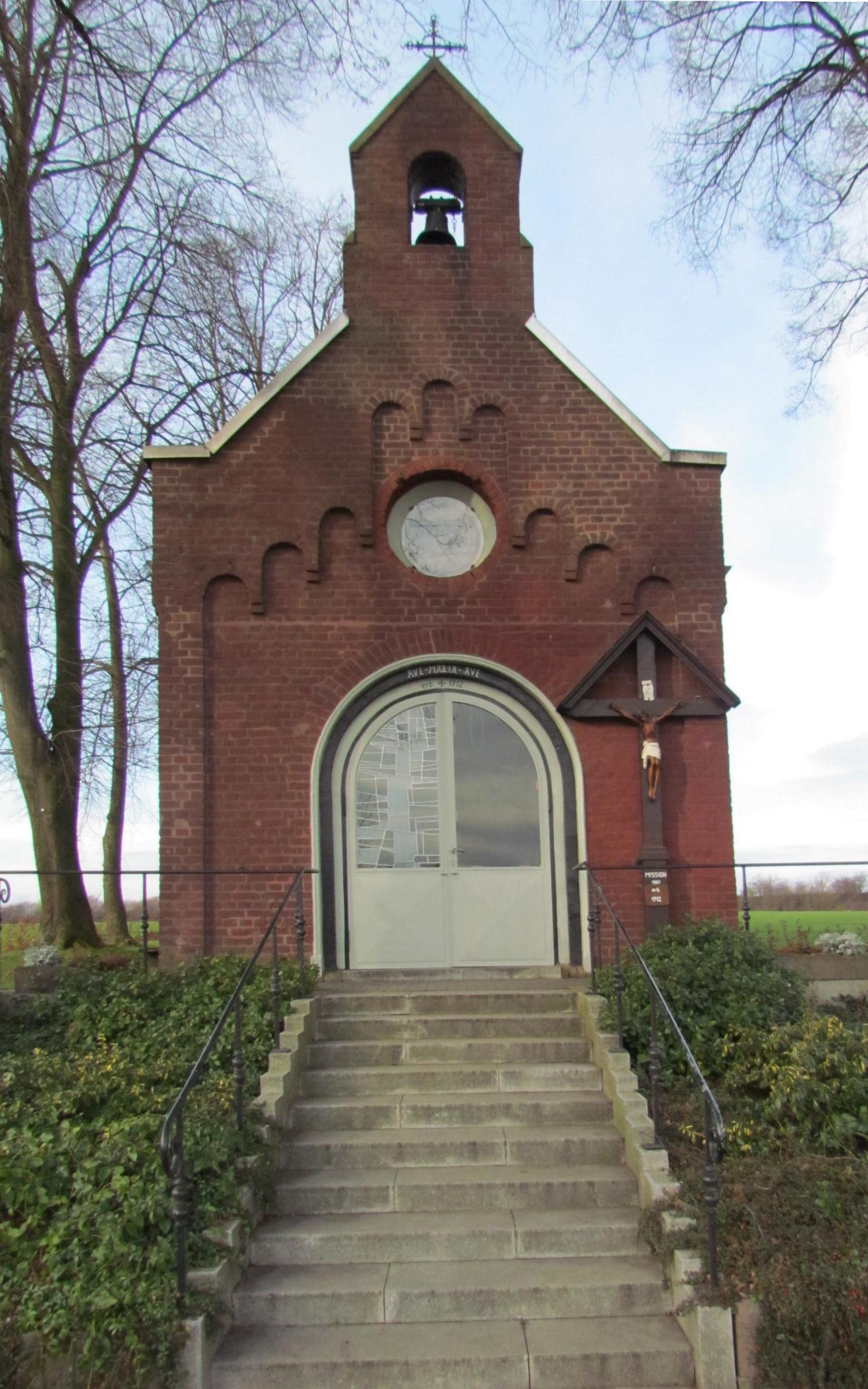
Frontansicht
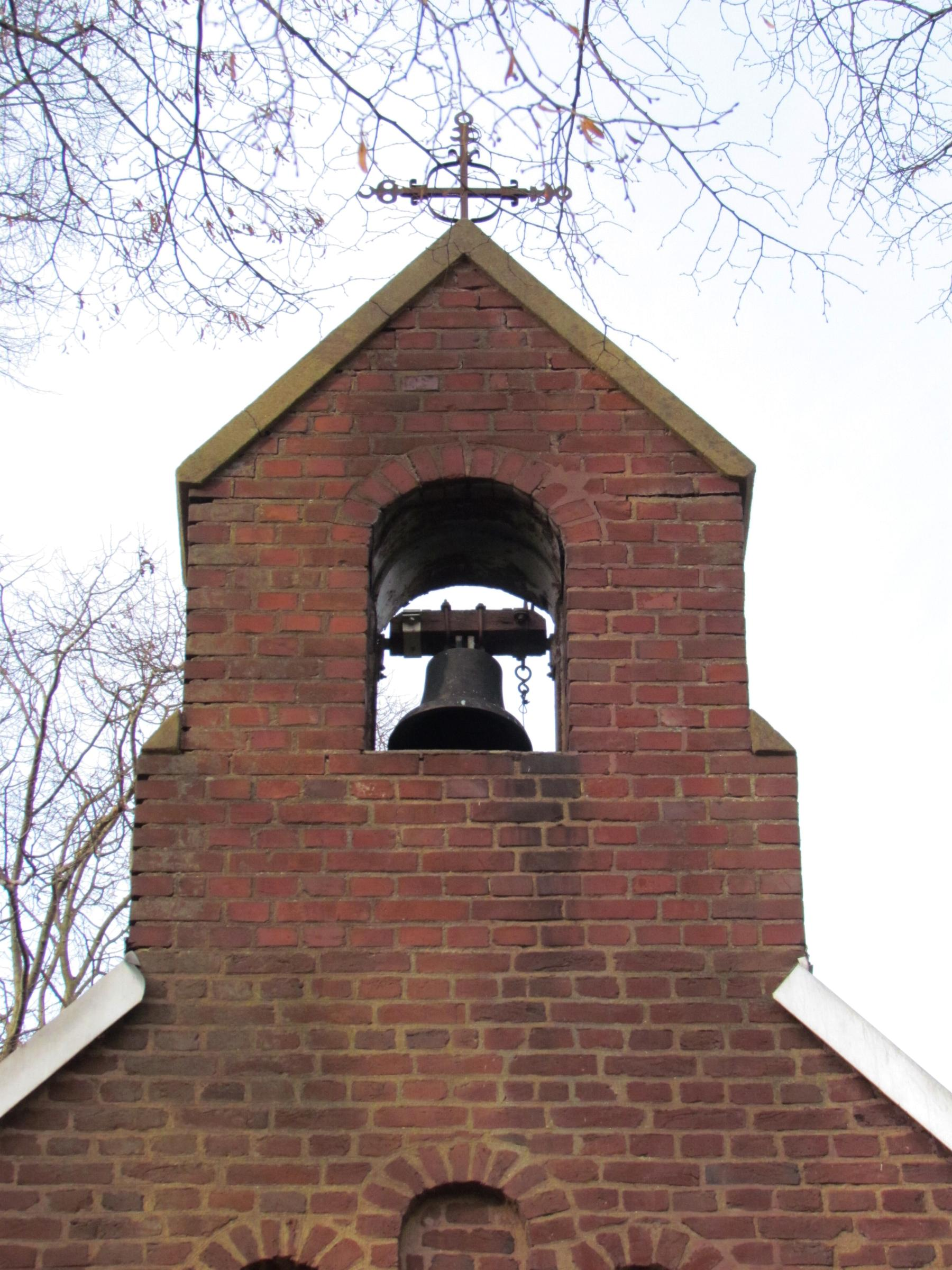
Giebel mit Glocke
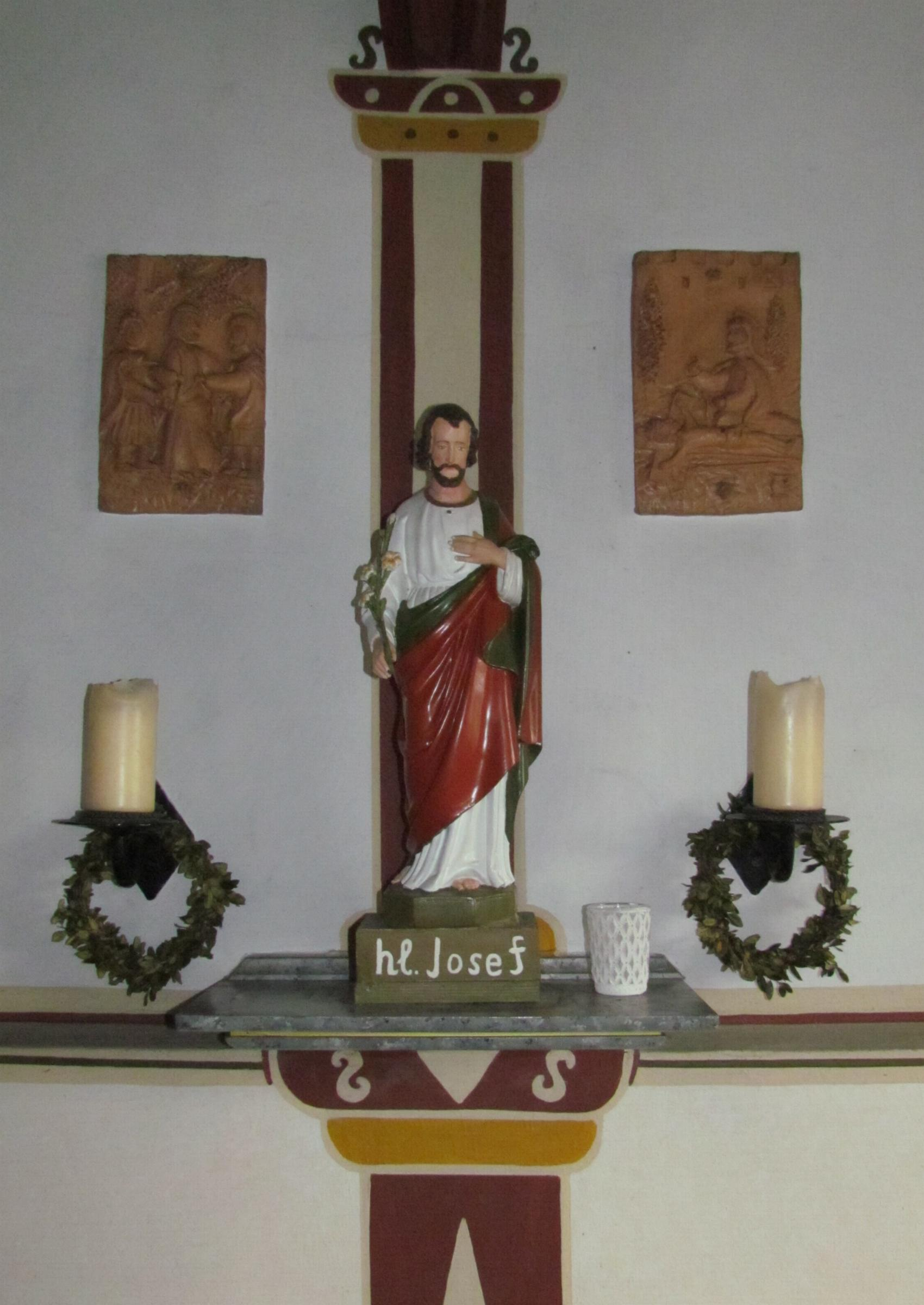
Josefsfigur
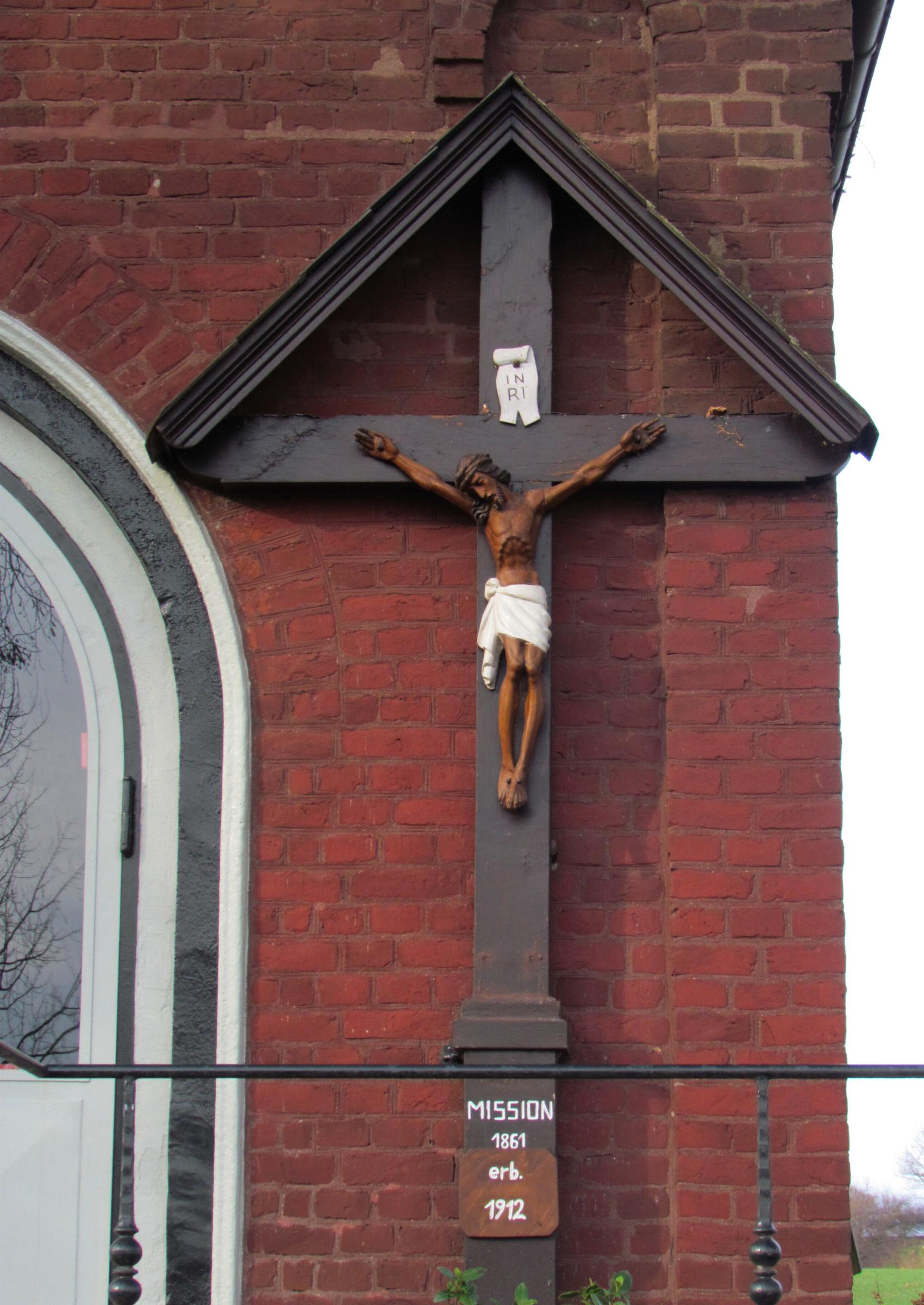
Missionskreuz